# ريا هاردر
ريا هاردر (بالألمانية: Rhea Harder)‏ هي ممثلة ألمانية، ولدت في 27 فبراير 1976 في برلين الشرقية.

## وصلات خارجية
- الموقع الرسمي
- ريا هاردر على موقع IMDb (الإنجليزية)
- ريا هاردر على موقع ألو سيني (الفرنسية)
- ريا هاردر على موقع ميوزك برينز (الإنجليزية)
- ريا هاردر على موقع قاعدة بيانات الفيلم (الإنجليزية)
- ريا هاردر على موقع كينوبويسك (الروسية)